# Подсолнечный мёд
Подсолнечный мёд — один из монофлорных сортов мёда. Свою популярность приобрёл благодаря доступности, низкой цене и доступному производству, которым занимаются многие пасечники.

## Происхождение
Подсолнечник однолетний, представитель семейства сложноцветных, считается одним из самых известных цветков для производства мёда. Поскольку растение является однолетним, и его сажают каждую весну, что в свою очередь делает производство мёда более дорогим. Обычная высота подсолнечника составляет до 3 метров, а ширина цветочной головки может достигать 30 см..
Первые 20 дней июля считаются периодом цветения, в течение которых пчелосемьи собирают нектар. Примечательно, что на одном растении может быть до 1.500 цветков, из которых в первые дни пчёлы собирают больше всего нектара. Важными условиями для выделения самого нектара являются теплые дни с утренней росой, а температура воздуха должна составлять примерно 24-30°С. Так как культуры подсолнечника большие, то пчелам не составляет труда найти и запастись необходимым количеством пыльцы и нектара.
Зачастую подсолнечный мёд смешивается с другими видами, что можно наблюдать в некоторых регионах, а причиной этому является большая ценность монофлёрного меда.
Последнее время Страны Дальнего Востока большими темпами увеличивают потребление меда. Для школьников Китая и Японии потребление этого продукта является обязательным, преимущественно это именно подсолнечный мёд.

## Основные характеристики
Содержание пыльцы сильно колеблется от 20% до более чем 90%, причем значение пыльцевого зерна/10г в большинстве случаев ниже 30 000.
Свойства подсолнечного мёда: насыщенный ярко-желтый цвет, повышенные показатели кислотности и пролина, значительное содержание глюкозы, что приводит к высокому содержанию фруктозы и низкому соотношению фруктозы с глюкозой, и не слишком интенсивный цветочный и фруктовый аромат с теплым и растительным шлейфом.
Также подсолнечный мёд имеет легкое послевкусие и среднюю сладость, которая получается исходя из того, что мёд содержит в себе большое количество воды, а это в свою очередь приводит к повышенному соотношению глюкозы с водой.
Кристаллизация начинается через 2 месяца, в процессе чего мёд получает жесткую кристаллизацию из-за высокого содержания глюкозы, через образование маленьких кристаллов, которые дают освежающий вкус и вызывают ассоциации с «помадкой».